# Marimakalahalli, Gauribidanur
Marimakalahalli là một làng thuộc tehsil Gauribidanur, huyện Chikkaballapur, bang Karnataka, Ấn Độ.